# Ребенок, Павел Викторович
 Па́вел Ви́кторович Ребено́к  (укр. Павло Вікторович Ребенок; род. 23 июля 1985, Орджоникидзе, Днепропетровская область) — украинский футболист, полузащитник, тренер.

## Карьера
Карьеру начал в днепропетровском «Днепре», после чего перешёл в «Элисту», где играл в дубле у Леонида Слуцкого. Летом 2004 года перешёл в полтавскую «Ворсклу», в команде дебютировал 25 июля 2004 года в матче против харьковского «Металлиста» (0:1). Позже перешёл в харьковский «Металлист».
В июле 2008 года перешёл на правах аренды в одесский «Черноморец». С 2011 года снова в «Ворскле». Летом 2012 года стал игроком харьковского «Металлиста». 23 января 2013 года арендован до конца сезона «Ворсклой». 9 января 2014 года вновь перешёл на правах аренды в одесский «Черноморец».
В июне 2014 года покинул одесский клуб в связи с окончанием срока аренды. В июле 2015 года в качестве свободного агента перешёл в «Торпедо-БелАЗ». В январе 2016 года вернулся в «Ворсклу».
4 апреля 2021 года в домашнем поединке против «Шахтёра» (0:2) провёл свой 300-й матч в чемпионатах Украины, став 34-м футболистом достигшим такой отметки.

## Достижения
- Бронзовый призёр чемпионата Украины: 2017/18
- Финалист Кубка Украины: 2019/20
- В списках лучших футболистов Украины[укр.]: 2011 — № 3 (левый полузащитник)